# The Beautiful South
The Beautiful South was een Britse popgroep.
De meest kenmerkende nummers van The Beautiful South bevatten vaak teksten met een flinke dosis zwartgallige humor. Terugkerende thema's zijn drankgebruik, seks, religie, politiek, zelfmedelijden, zelfspot en uitgedoofde liefdesrelaties.
Het grootste deel van de nummers van The Beautiful South werd geschreven door Paul Heaton en Dave Rotheray. Heaton en Dave Hemingway verzorgden om beurten de leadzang. Op Welcome to the Beautiful South, het eerste album dat de band in 1989 uitbracht, was een achtergrondzangeres, Briana Corrigan, te horen. Op latere platen kreeg ze een prominentere rol: ze trad soms naar voren als leadzangeres en zong duetten met Heaton en Hemingway, waaronder A Little Time (het 8e nummer op het album Choke), dat in 1990 een van de grootste hits van de band werd. Dit nummer stond 5 weken in de Nederlandse Top 40 en behaalde daarin (als hoogste) de 24e positie. Het was daarmee minder succesvol dan Song for Whoever (van het album Welcome to the Beautiful South) dat in het jaar ervoor (in 1989) nummer 17 werd met een totaal verblijf van 6 weken in de Nederlandse Top 40.

## Geschiedenis

### Het begin
The Beautiful South werd opgericht in 1988 toen de band The Housemartins (bekend van onder meer Caravan of Love) eind jaren '80 uiteenviel en twee leden, Paul Heaton en Dave Hemingway, samen met onder anderen Dave Rotheray onder de nieuwe bandnaam verder gingen.
In 1992 verliet Corrigan The Beautiful South om een solocarrière te beginnen. Dit resulteerde in 1996 in haar solo-cd When my arms wrap you round. In 1994 trad zangeres Jacqui Abbott toe tot de groep. Zij zong twee jaar later Rotterdam (or Anywhere) en Don't Marry Her de hitlijsten in. Abbott stapte in 2000 uit de band, waarna die een korte time-out nam. In 2003 dook de groep weer de studio in, deze keer met Alison Wheeler als zangeres.

### Het einde
Op 31 januari 2007 kondigde The Beautiful South het einde van de groep aan. De groep noemde als voornaamste reden "muzikale overeenkomsten" aan, een knipoog naar de contrasterende reden "muzikale verschillen" waarom de meeste bands uiteenvallen of als verklaring daarvoor aanvoeren. Nadat de band uit elkaar was gegaan, werd er in 2011 nog een uitgebreide compilatie cd/dvd-set uitgebracht, die een duidelijk overzicht biedt van de historie van de band (Live at the BBC, drie cd's en één dvd), maar deze set werd al vrij snel uit de handel gehaald in verband met een rechtenkwestie. Daardoor worden de zeldzame exemplaren van deze set die nog wel verkocht zijn vaak voor zeer grote bedragen aangeboden op het internet.

### Spin-offs van de oorspronkelijke band
Enige tijd na het uiteenvallen van de band gingen de bandleden Dave Hemingway, Alison Wheeler en Dave Stead toch weer verder, eerst als The New Beautiful South, vanaf 2010 als The South. Naast Hemingway en Wheeler (zang) en Stead (drums) bestond The South uit Damon Butler (toetsen), Tony Robinson en Gaz Birtles (blazers), Phil Barton (gitaar) en Steve Nutter (basgitaar). In 2012 brachten zij de cd Sweet Refrains met nieuwe nummers uit, maar tijdens liveconcerten werd vaak ook uit het repertoire van - de oorspronkelijke - The Beautiful South geput. in 2017 verliet leadzanger Dave Hemingway de band.
Inmiddels hebben Paul Heaton en Jacqui Abbott elkaar teruggevonden, en ook zij vallen tijdens hun optredens vaak graag terug op nummers van The Beautiful South. Maar zij hebben daarnaast tot nu toe drie albums met nieuwe nummers uitgebracht, waarvan de laatste (Crooked Calypso, 2017) ook in een speciale editie is verschenen, met een live-dvd, waarop niet alleen veel nummers van The Beautiful South te beluisteren zijn, maar ook repertoire van The Housemartins. Voordat Paul Heaton met Jacqui Abbott is gaan samenwerken had hij al een aantal solo-cd's uitgebracht.

## Discografie

### Studioalbums
- Welcome to the Beautiful South (1989)
- Choke (1990)
- 0898 Beautiful South (1992)
- Miaow (1994)
- Blue Is the Colour (1996)
- Quench (1998)
- Painting It Red (2000)
- Gaze (2003)
- Golddiggas, Headnodders and Pholk Songs (2004, covers)
- Superbi (2006)

### Compilaties
- Carry on up the Charts (1994, ook als dubbel-cd met veel B-kantjes)
- Solid Bronze (2001)
- Gold (2006)
- Soup (2007) (The Housemartins en The Beautiful South)
- The BBC Sessions (2007)
- Live at the BBC (2011, uit de handel gehaald)

### Promotie-cd
- The carry on continues - the best and next of the Beautiful South (promotional use only, not for resale)

### Bootlegs
- Shakespeare wouldn't mind (1994)
- October (1996)

### Muziek VHS en dvd
- The Pumpkin (VHS, 1990)
- Much later with The Beautiful South, Jools Holland (VHS, 1997)
- Munch - Our Hits (dvd, 2003)
- Live in the forest (dvd, 2005)

### The South, studioalbum
- Sitting pretty (2012, ep)
- Sweet Refrains (2012)

### Paul Heaton and Jacqui Abbott
- What have we become (2014)
- Wisdom, Laughter and Lines (2015, ook in luxe-editie)
- Crooked Calypso (2017, ook in een speciale editie met live-dvd)
- Manchester calling (2020)
- N.K-Pop (2022)

### Paul Heaton
- Fat Chance (2001, eerst onder de naam Biscuit Boy)
- The Cross Eyed Rambler (2008)
- Acid County (2010)
- The 8th (2012)
- The last king of pop (2018)

### Dave Rotheray
- Homespun (2003, met Sam Brown)
- Life of birds (2010)

### Briana Corrigan
- Love me now (1996, ep)
- When my arms wrap you round (1996)